# پناهگاه صخره‌ای ۴ قیسوند
پناهگاه صخره‌ای ۴ قیسوند مربوط به دوران پارینه‌سنگی میانه و جدید است و در شهرستان هرسین، بخش مرکزی، دهستان حومه، ۱۸۰۰ متری شرق روستای قیسوند واقع شده و این اثر در تاریخ ۲۶ اسفند ۱۳۸۷ با شمارهٔ ثبت ۲۵۶۷۳ به‌عنوان یکی از آثار ملی ایران به ثبت رسیده است.